# Селім II

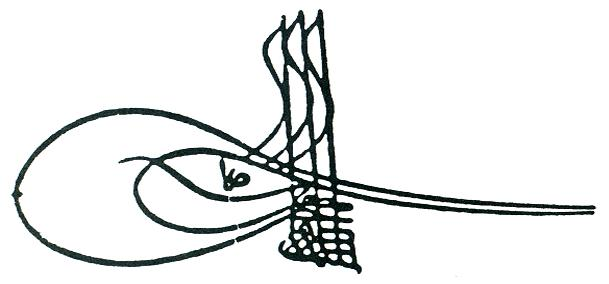
Тугра Селіма ІІ

Селі́м II (осман. سليم ثانى, трансліт. Selīm-i sānī, тур. II.Selim; 28 травня 1524 — 12\15 грудня 1574) — одинадцятий султан Османської імперії, правив у 1566—1574. Третій син і четверта дитина султана Сулеймана І і Хюррем Султан. Був відомий під прізвиськами — Селі́м П'яни́ця (тур. Sarhoş Selim), Селі́м Світловолосий (тур. Sarı Selim).

## Біографія

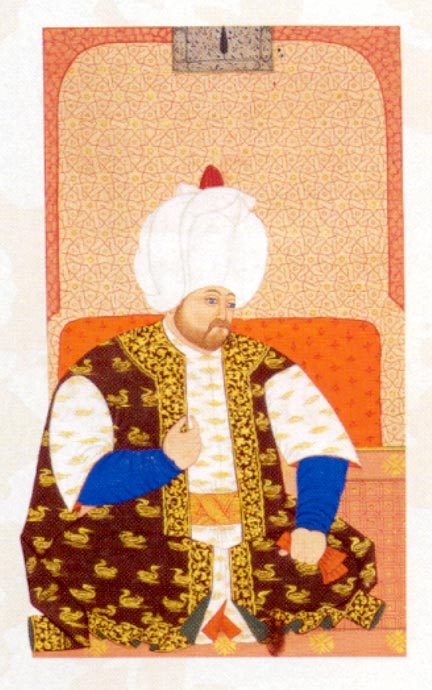
Селім ІІ. Турецька мініатюра.

Селім народився 28 травня 1524 року в Стамбулі. Він був третім сином османського султана Сулеймана І і Хюррем Султан. Через світлий колір волосся, який йому передався від матері, він отримав прізвисько «Блондин». Дитинство молодого шехзаде проходило прекрасно, у Топкапи він отримував чудову освіту до 16 років, спочатку був санджак-беєм Коньї, а потім, у 1544 році, був назначений санджак-беєм престолонаслідного Сарухану та проживав у Манісі.
Шехзаде Селім часто проводив ночі із новими наложницями, влаштовував у своїх покоях танці. У молодості він був дуже енергійним парубком, був чудово складений, мав спортивне тіло. Селім полюбляв їздити на полювання та стріляти з лука, інколи полюбляв навіть співати, що у нього непогано виходило. Із дитинства він мав дивну для того часу особливість — Селім дуже боявся вигляду крові, тому ходити у походи, як і брати участь у стратах або катуваннях він не любив. Народ Маніси дуже любив та поважав Селіма за його турботу про населення, а також за те, який він правитель загалом.
У 1553 році після страти його старшого єдинокровного брата Мустафи, Селім був оголошений першим спадкоємцем престолу.
У 1558 році після смерті Роксолани загострилися відносини між Селімом і його молодшим братом, Баязидом. Султан Сулейман Кануні, який побоювався державного перевороту і сподівався на швидкий мир між своїми синами, відправив обох синів управляти віддаленими від Стамбула провінціями імперії. Шехзаде Селім був переведений з Маніси до Коньї, а його брат Баязид — в Амасію. У 1559 році брати Баязид і Селім почали міжусобну боротьбу за владу. Баязид зібрав військо і вирушив у похід проти свого старшого брата Селіма. У кровопролитній битві під Коньєю, фактично поставила Османську імперію на грань громадянської війни, шехзаде Селім, який отримав підтримку батька і мав чисельну перевагу, розбив військо молодшого брата. Баязид з родиною втік до Персії, але в 1561 році був виданий шахом Тахмаспа і задушений разом з п'ятьма синами.
В останні роки правління батька Шехзаде Селім займав посаду санджакбея Кютах'ї.
Князь Дмитро Вишневецький був страчений за його правління.

## Правління
Селім зійшов на трон 7 вересня 1566 року. Став першим султаном з династії Османів, що робив акцент на внутрішній політиці Імперії, а не на зовнішній. Селім ІІ покращував життя мешканців Османської Імперії, за що його дуже любили та шанували. Він також став першим султаном, який офіційно дозволив купівлю та продаж вина, щоб покращити авторитет серед немусульманського населення країни.
За часів правління Селіма ІІ зовнішньою політикою переважно керував великий візир Мехмед-паша Соколлу (Соколович), боснієць за походженням. 17 лютого 1568 року він уклав із Максиміліаном ІІ, імператором Священної Римської Імперії договір, за яким Габсбурги мусили сплачувати щорічну данину Османам, так звані «подарунки» на суму 30 тисяч дукатів, а також визнавали османський суверенітет над Молдавією і Волощиною.
1569 війська Селіма ІІ здійснили невдалий похід в Московське царство, на Астрахань. Планувалося відродити Астраханське ханство, знищене московитами, і сполучити каналом Дон із Волгою. Влітку того ж року османські наземні сили — яничарська піхота й татарська кіннота — оточили Астрахань і розпочали канальні роботи. Флот Османської імперії обложив Азов. Проте московський гарнізон відбив усі штурми, а 15-тисячна армія московитів атакувала і розігнала робітників і татар, які були направлені для їхнього захисту. Османський флот був знищений штормом. 1570 року Селім ІІ був змушений підписати мирний договір з московським царем Іваном Грозним.
Походи султана на Хіджаз і Ємен були успішнішими.
1571 року, під час завоювання Кіпру, османський флот був вщент розбитий об'єднаними морськими силами Іспанії та італійських держав «Священної ліги» у Битві при Лепанто. Перемога християн ознаменувала початок кінця османського домінування в Середземному морі. Османи також вели війни з Іраном, Угорщиною, Венецією (1570—1573 рр.). 1574 року війська Селіма ІІ відвоювали в Іспанії Туніс. 
За Селіма ІІ у Молдові в 1574 відбулося антитурецьке повстання, очолене господарем Іваном Лютим, в якому активну участь взяв загін українських козаків на чолі з Іваном Свирговським.
Існує декілька версій стосовно причини смерті Султана Селіма ІІ. Історики й досі не можуть дійти до спільної думки щодо цього. Існує версія, що сама його дружина (Нурбану Султан), отруїла його, щоб її син скоріше зайняв престол, що однак є малоймовірним. Також існує версія, що Селім підслизнувся та впав у хамамі, і при цьому завдав собі тяжкі ушкодження черепа, що зробили його смерть майже миттєвою. Третя версія смерті Султана Селіма така: він помер від невиліковної хвороби.
Помер Султан Селім ІІ 12 (15) грудня 1574 року. Похований на території мечеті Ая-Софія.

## Родина
Достовірно невідомо, скільки всього жінок і дітей було у султана Селіма II.
Нурбану-султан — у них народилось п'ятеро дітей: Шах, Мурад, Есмахан, Гевхерхан та Фатьма. Коли в 1566 році Селім став султаном, взяв до свого гарему ще кілька наложниць, які народили йому 8 дітей (6 синів і 2 дочок). У Селіма було багато дітей, однак після сходження на престол його найстаршого сина, згідно з законом Фатіха, інші його сини були вбиті за наказом нового султана.

### Діти
Сини:
- Шехзаде Мурад (Мурад ІІІ, 1546—1595);
- Шехзаде Абдулла (бл. 1567 — страчений за наказом свого брата — Мурада ІІІ 25 грудня 1574);
- Шехзаде Осман (бл. 1568 — страчений за наказом свого брата Мурада ІІІ 25 грудня 1574);
- Шехзаде Мехмед (бл. 1568—1572);
- Шехзаде Джахангір (бл. 1569 — страчений за наказом свого брата Мурада ІІІ 25 грудня 1574);
- Шехзаде Мустафа (бл.1570 — страчений за наказом свого брата Мурада ІІІ 25 грудня 1574);
- Шехзаде Сулейман (бл. січень — лютий 1574 — страчений за наказом свого брата Мурада ІІІ 25 грудня 1574).

Дочки:
- Шах Султан
- Есмехан Султан
- Гевхерхан Султан
- Фатьма Султан
- Айше Султан

## У культурі

### Кіно
- 1990: Битва трьох королів
- 2013-2014: Величне століття. Роксолана У ролі шехзаде Селіма — Енгін Озтюрк (Engin Öztǘrk)